# San Saba, Rom
San Saba är en kyrkobyggnad, mindre basilika och titeldiakonia i Rom, helgad åt den helige Sabbas. Kyrkan är belägen vid  Via di San Saba i Rione San Saba och tillhör församlingen San Saba.

## Kyrkans historia
Enligt traditionen uppfördes kyrkan på Gregorius den stores mor Silvias hus. I början av 900-talet överläts kyrkan åt benediktinmunkar; dessa lät restaurera och bygga om kyrkan. Under 1100-talet övertog cluniacenser kyrkan och lät restaurera den ånyo. Kardinal Francesco Piccolomini krönte år 1463 fasaden med en loggia med tolv kolonnetter.

## Interiören
Kyrkan är treskeppig med absid. Bredvid vänster sidoskepp återfinns ett mindre sidoskepp med fresker från 1200- och 1300-talet. Här kan man bland annat beskåda Jacopo Torritis fresk som föreställer hur den helige Nikolaus ger hemgift åt tre fattiga flickor.
I absiden finns bland annat en 1300-talsfresk föreställande Korsfästelsen. Kyrkans golv är ett cosmatarbete från 1200-talet. Under kyrkan återfinns Oratorio di Santa Silvia.

## Bilder
| - Interiören. - Tronande Madonna med Jesusbarnet. - De tre fattiga flickorna ligger och sover. Längst ner ses deras far. Detalj av fresk från 1200-talet. |